# Эблаитский язык

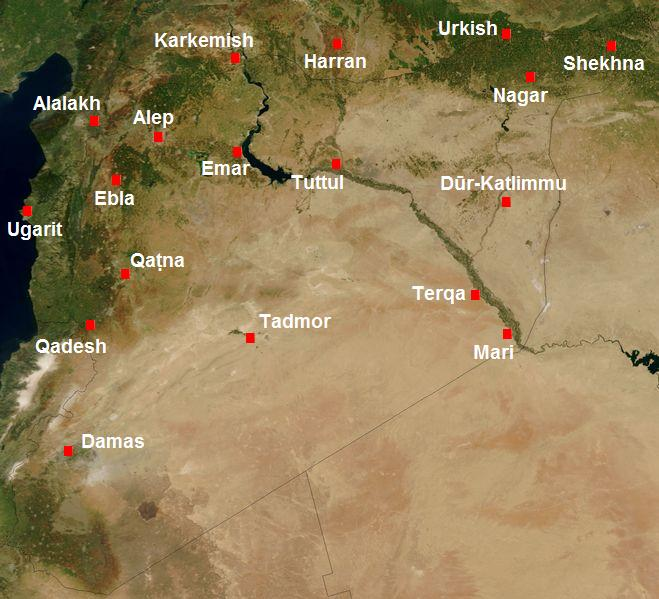
Карта распространения эблаитского языка во 2-м тысячелетии до н.э. в регионе Сирия

Эблаи́тский язы́к — вымерший семитский язык, использовавшийся в 3 тыс. до н. э. в г. Эбла, ныне городище Телль-Мардих (تل مرديخ) между Халебом и Хамой на западе современной Сирии. Это второй по старшинству письменный семитский язык (после аккадского).

## Описание
Язык известен благодаря архиву из около 5000 глиняных табличек, записанных клинописью, обнаруженных в 1974—1976 гг. в ходе раскопок Эблы. Первым таблички смог перевести  в 1975 году Джованни Петтинато, итальянский историк и ассириолог, специалист по языкам древних Месопотамии и Ближнего Востока.
Эблаитский язык, скорее всего, относится к восточносемитским языкам, и возможно, является диалектом аккадского языка досаргоновского периода.
Однако он обладает многими свойствами западносемитских языков Грамматика эблаитского ближе всего к грамматике аккадского, но лексика и некоторые грамматические формы сближают его с западносемитскими языками.
Споры по поводу принадлежности данного языка к определенной подгруппе разделили учёных на два лагеря: итальянские ученые-археологи считали, что эблаитский язык принадлежит к северо-западной подгруппе западной ветви семитских языков.